# 小行星35229
小行星35229（35229 Benckert）是一颗绕太阳运转的小行星，为主小行星带小行星。该小行星于1995年3月24日发现。

## 轨道参数
小行星35229的轨道半长轴为2.3085894 UA，离心率为0.082。